# Ján Vlasko
Ján Vlasko (* 11. ledna 1990, Bojnice, Československo) je slovenský fotbalový záložník, od 2018 hráč klubu Puskás Akadémia FC. Mimo Slovensko působil na klubové úrovni v České republice a Polsku.

## Klubová kariéra
Svoji fotbalovou kariéru začal v Prievidzi, odkud v průběhu mládeže zamířil nejprve do Sparty Praha, která se stala jeho prvním zahraničním angažmá, a poté do Dubnice. V roce 2007 přestoupil do Slovanu Liberec. V týmu během svého angažmá působil převážně v rezervě nebo hostoval v jiných týmech. Konkrétně v roce 2009 v Dubnici, v podzimní části ročníku 2009/10 v Čáslavi, na jaře 2010 v Senici.

### FC Spartak Trnava
Před podzimní částí ročníku 2012/13 odešel hostovat do Spartaku Trnava. V únoru 2013 Liberec definitivně opustil a přestoupil právě do Trnavy. S Trnavou se představil v Evropské lize UEFA 2014/15. V sezóně 2014/15 Fortuna ligy nastřílel 11 ligových gólů. V dresu Trnavy odehrál v červenci 2015 i první předkolo Evropské ligy UEFA 2015/16 proti bosenskému klubu FK Olimpik Sarajevo (remízy 1:1 a 0:0, postup Spartaku).
 Celkem za tým odehrál 76 ligových střetnutí, ve kterých vstřelil 17 gólů.

### Zagłębie Lubin
Ihned po odehrání předkola Evropské ligy v červenci 2015 přestoupil do polského klubu Zagłębie Lubin, kde podepsal tříletý kontrakt. V polském celku však nedostával mnoho příležitostí na hřišti a 1. září 2017 se dohodl na rozvázání smlouvy.

### FC Spartak Trnava (návrat)
Po ukončení kontraktu se Zagłębiem se vrátil v září 2017 do Spartaku Trnava.